# De Koog

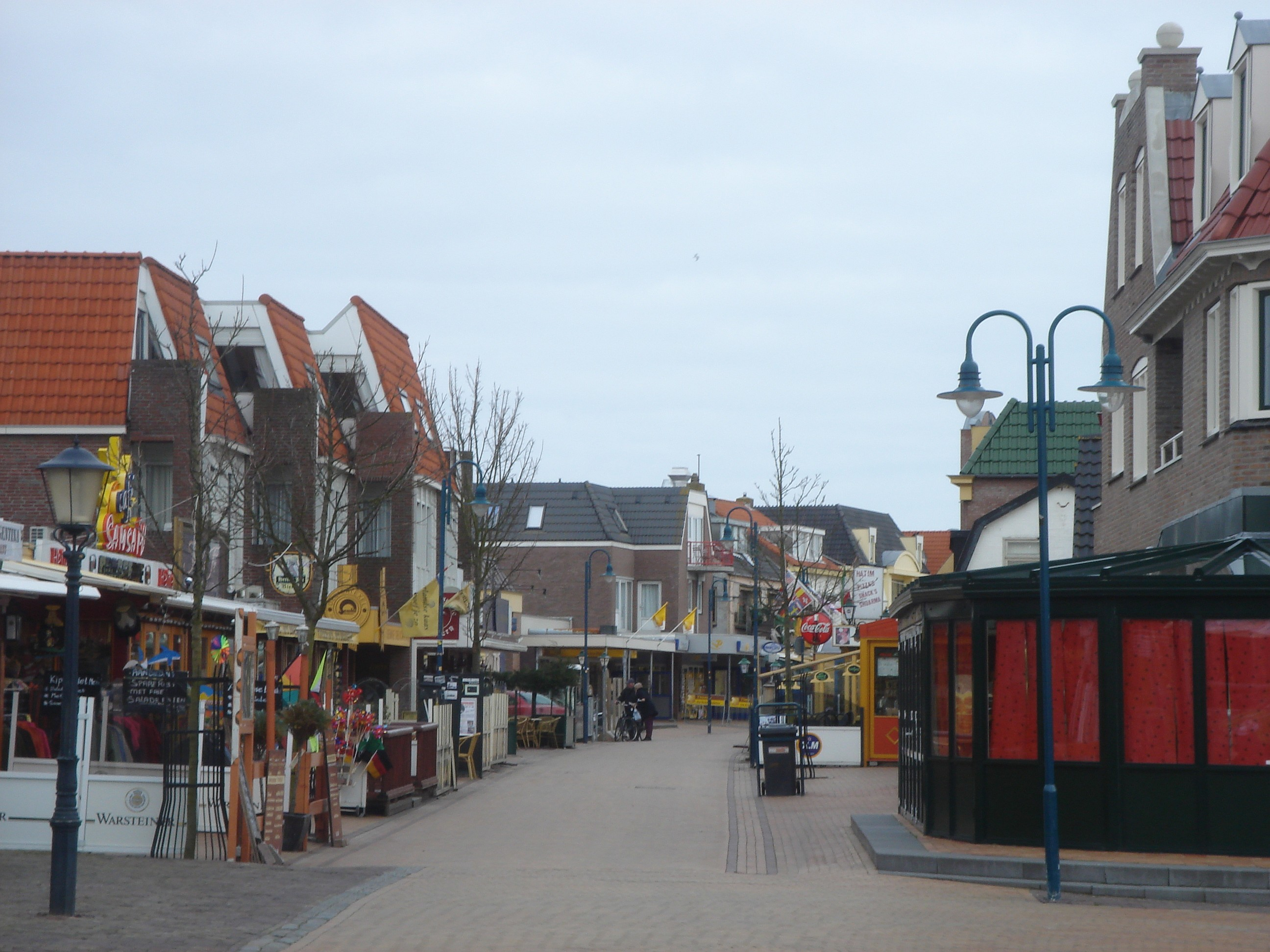
Hauptstraße von De Koog

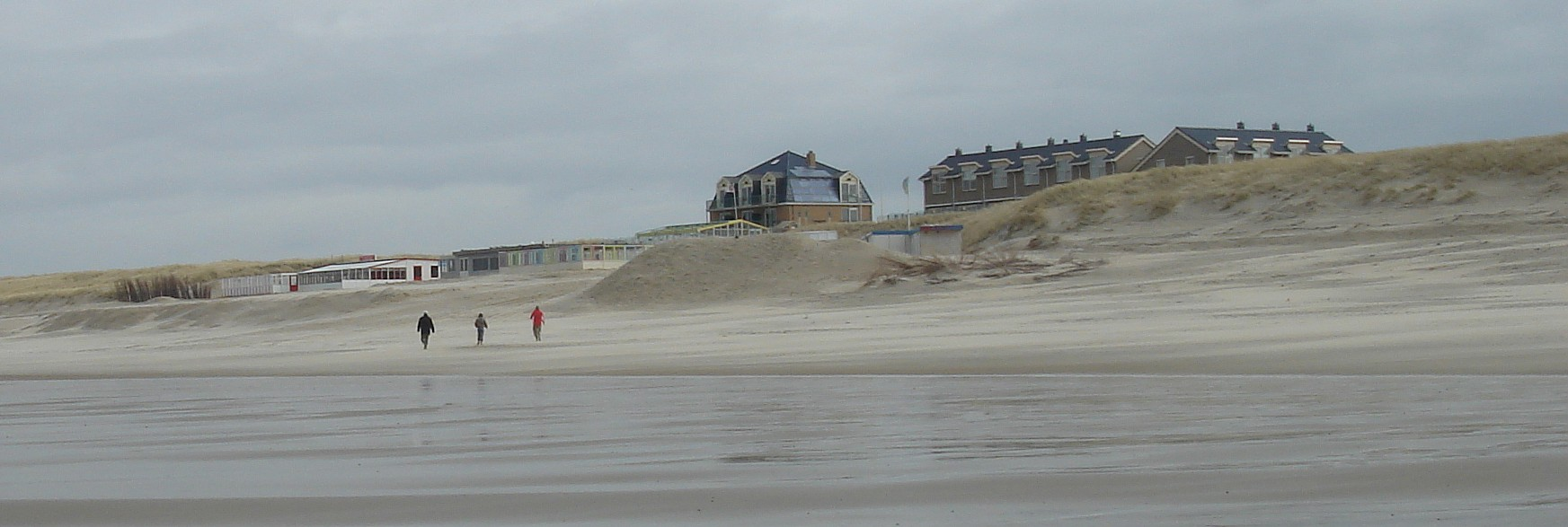
Strand von de Koog

De Koog ist ein Ortsteil der Gemeinde Texel auf der gleichnamigen Insel in den Niederlanden. Der Ort liegt 17 km nördlich von Den Helder.
Das alte Dorf ist nur durch zwei Dünenketten von der Nordseeküste getrennt. Hier befindet sich das Zentrum des Tourismus auf der Insel. Rund um das Dorf gibt es zahlreiche Hotels und Campingplätze.

## Einwohnerentwicklung
Im Jahre 2001 hatte De Koog 1.020 Einwohner. Die bebaute Fläche maß 0,33 km² und umfasste 470 Wohnungen. Der geringfügig größere, statistische Distrikt De Koog hatte 2004 eine Einwohnerzahl von 1.000 Personen. Im Jahre 2024 zählte der Ort 1.525 Einwohner.

## Kultur und Sehenswürdigkeiten
Südlich des Dorfes gibt es eine bewaldete Zone. Hier befindet sich das Informationszentrum und Naturkundemuseum Ecomare.
Zu den Sehenswürdigkeiten der Gemeinde gehört eine Kirche aus dem Jahr 1415.

## Gallery

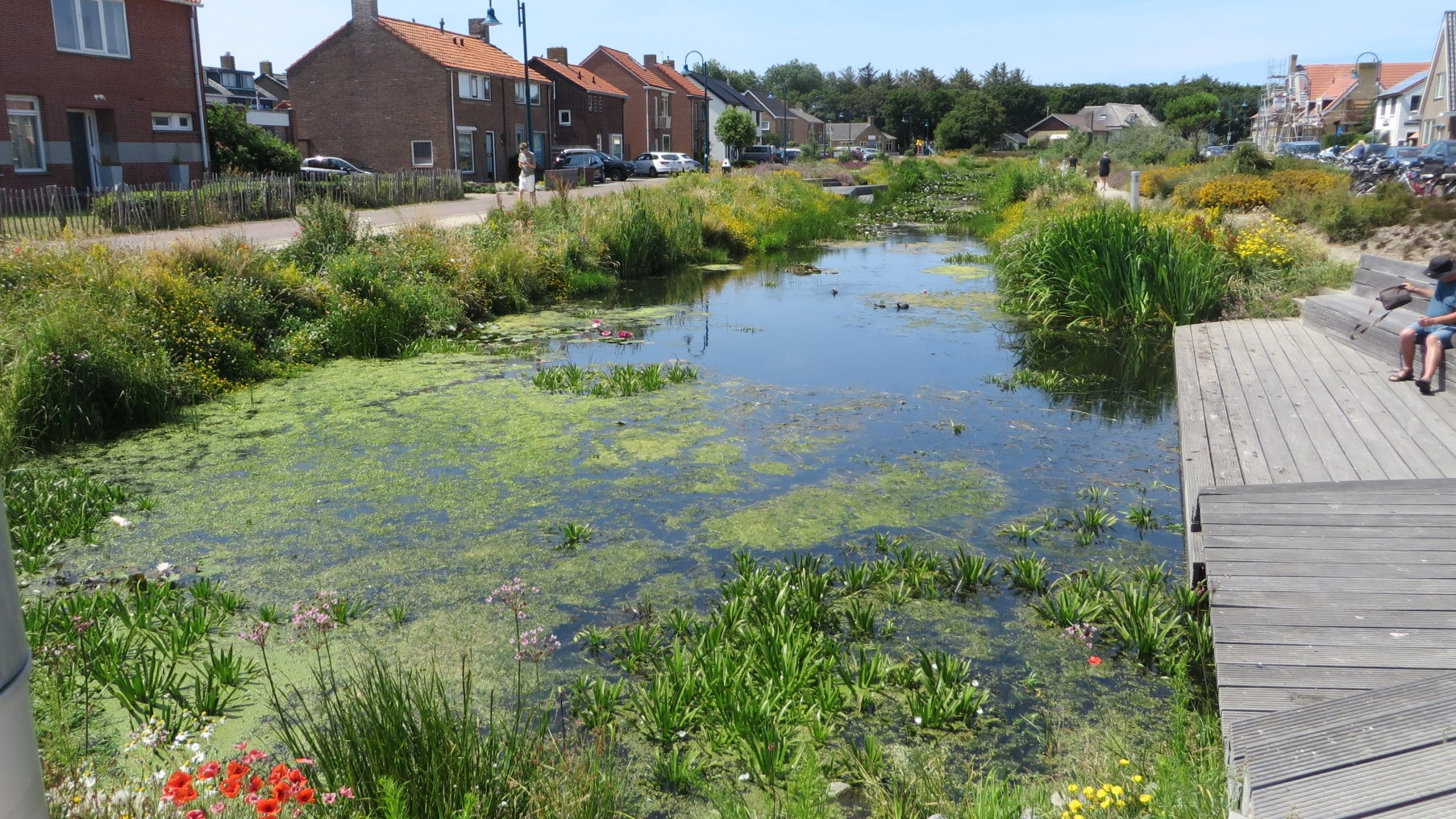
Lagune Ortseingang von De Koog
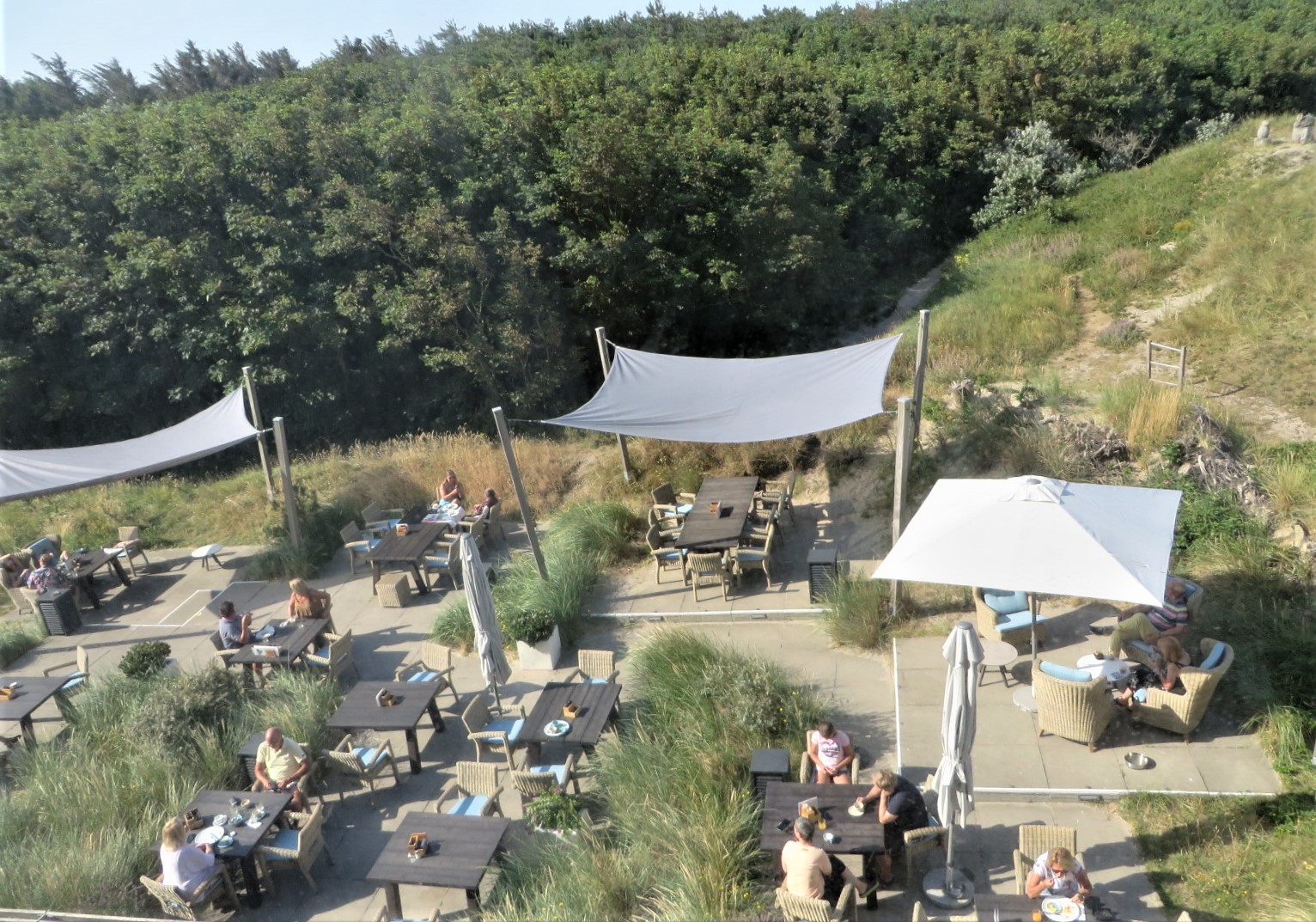
Terrasse vor Hotel "OpDuin"
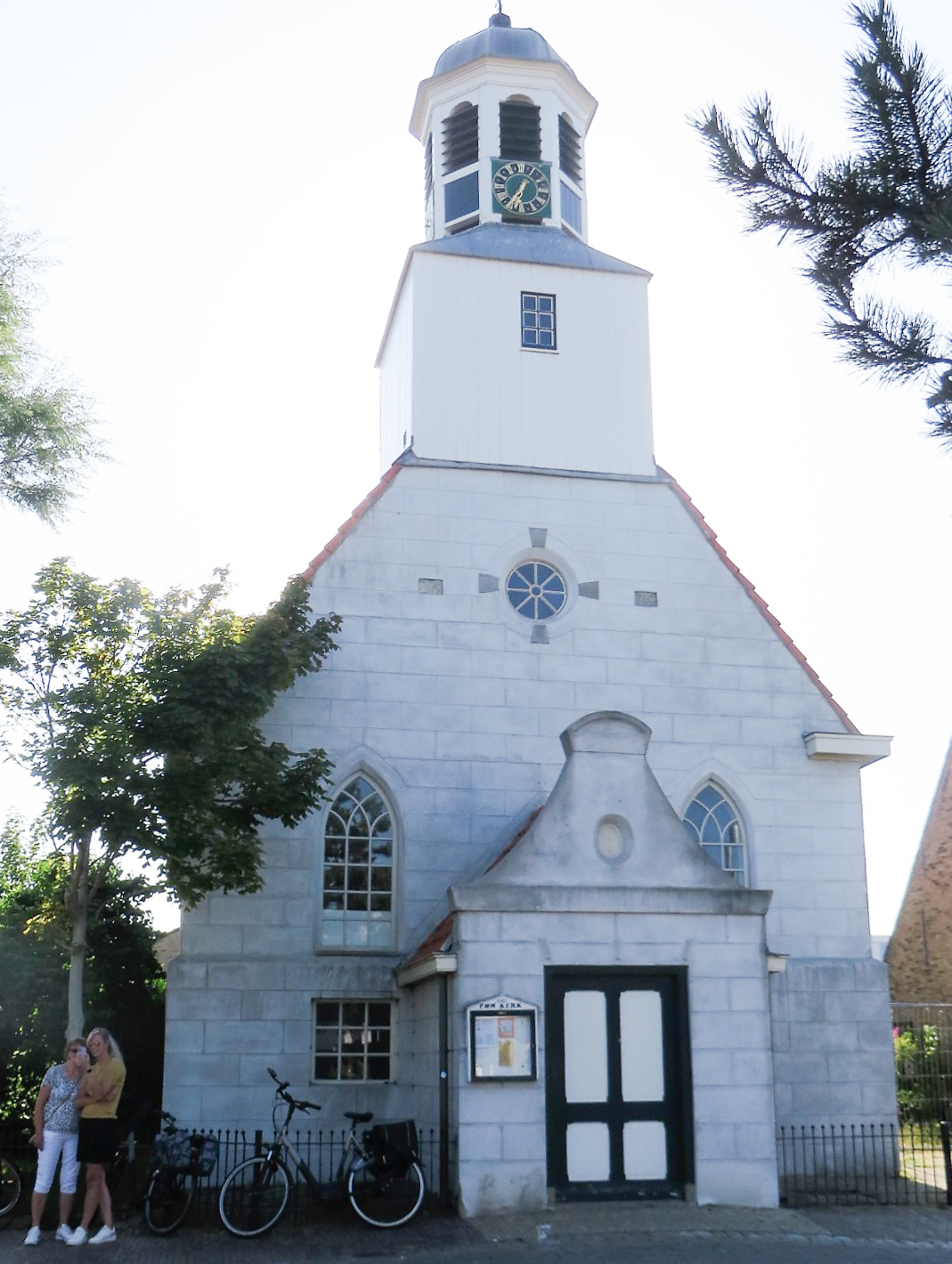
Alte Kirche im Dorf De Koog
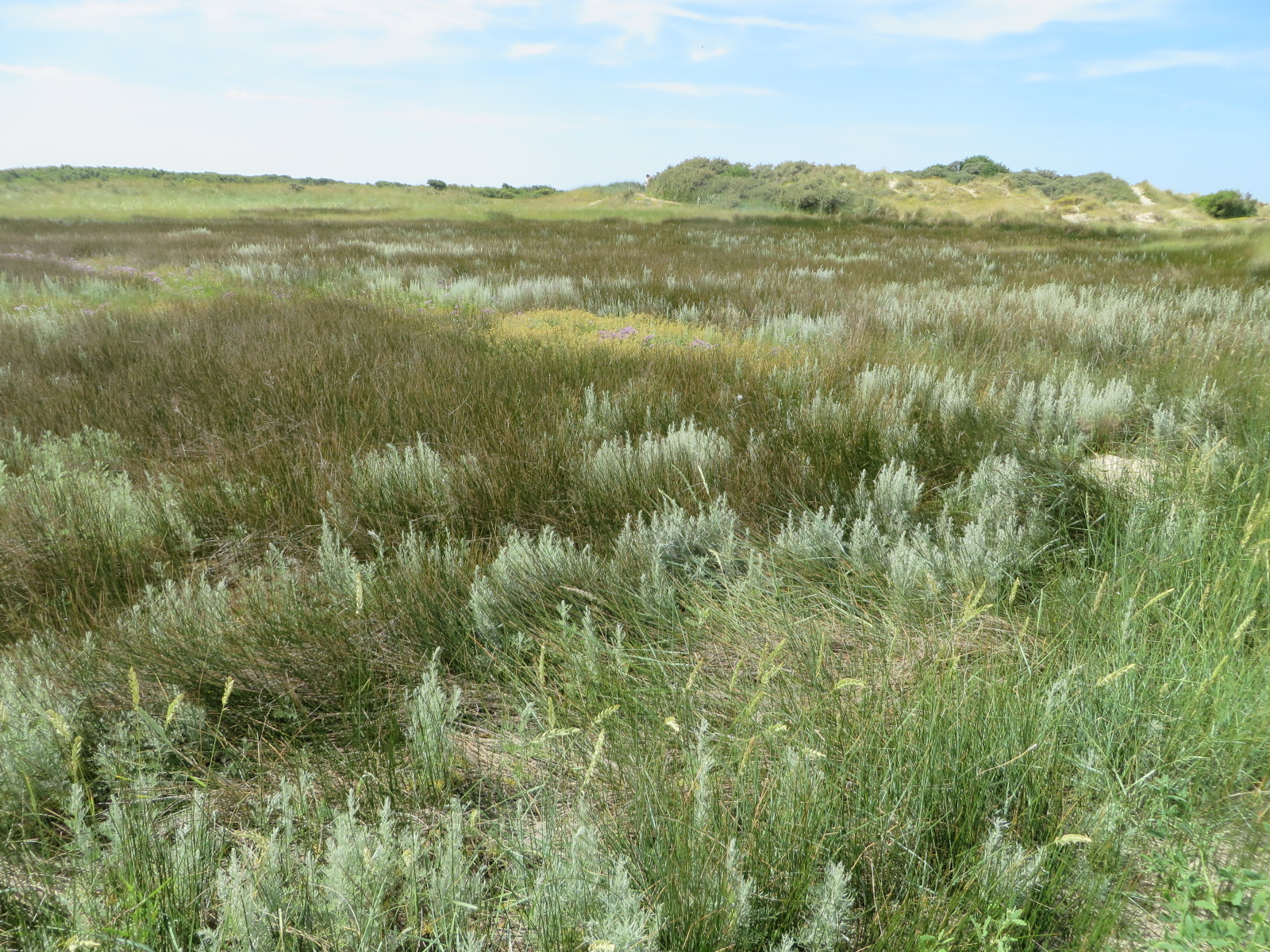
Dünenlandschaft an Nordseeküste auf Texel

## Wirtschaft und Infrastruktur
Zu den wichtigsten Wirtschaftszweigen gehört der Tourismus. Mit ca. 20.000 Betten in den Hotels und anderen Herbergen stellt De Koog etwa die Hälfte der gesamten Kapazität der Insel Texel.

## Töchter und Söhne der Gemeinde
- Martin Havik (* 1955), Radrennfahrer